# Lineariteit
Lineair betekent 'rechtlijnig' (Latijn: linearis, 'uit een lijn bestaand'). Een verschijnsel dat zich in zekere zin rechtlijnig ontwikkelt, wordt wel lineair genoemd. Tussen twee grootheden bestaat een lineair verband, als een verandering van de ene grootheid gepaard gaat met een (recht) evenredige verandering van de andere grootheid.

## Wiskunde
In de wiskunde wordt de term lineair als volgt gebruikt:
- lineaire functie (met constante term)
- een stelsel van lineaire vergelijkingen
- in de lineaire algebra:
  - lineaire ruimte (vectorruimte)
  - lineaire afbeelding / lineaire operator (zonder constante term0
- in de statistiek
  - lineaire regressie

## Natuurkunde
In de meet- en regeltechniek, signaalbewerking en systeemanalyse is lineariteit een eigenschap van een systeem, die betrekking heeft op de relatie tussen een oorzaak en het gevolg. Het alternatief is een niet-lineair systeem.

## Geschiedfilosofie
In de geschiedfilosofie onderscheidt men ontwikkelingen die een lineair verloop hebben, tegenover verschijnselen met een cyclisch verloop.